# Éditions Flohic
Pour les articles homonymes, voir Flohic.
Les Éditions Flohic sont une ancienne maison d'édition française, fondée à Paris en 1990.

## Historique
Les éditions Flohic sont créées en 1990 par Jean-Luc Flohic. 
La maison d'édition se consacre au patrimoine des communes, des institutions françaises et au patrimoine mondial. Elle publie par ailleurs quelques romans, et la collection Musées Secrets, présentant les œuvres d'artistes commentées par des écrivains.
En butte à des difficultés financières, la société est placée en liquidation judiciaire en juin 2003 puis cesse son activité en décembre 2006. Une partie des titres sont aujourd'hui commercialisés par les éditions Delattre, Amazon...

## Publications

### Le Patrimoine des communes de France
- Le Patrimoine des communes de la Seine-Saint-Denis, 1994, 413 p. (ISBN 2908958775, BNF 36685183)
- Le Patrimoine des communes des Hauts-de-Seine, 1994, 2e éd., 444 p. (ISBN 2908958953, BNF 37617226)
- Le Patrimoine des communes du Val-de-Marne, 1994, 2e éd., 445 p. (ISBN 2908958945, BNF 37171606)
- Le Patrimoine des communes du Morbihan, 1996, 2e éd., 1277 p., 2 tomes (ISBN 2842341074, BNF 42036613)
- Le Patrimoine des communes du Morbihan, 1996, 1101 p., 2 tomes (ISBN 2842340094, BNF 35833827)
- Le Patrimoine des communes de la Seine-Maritime, 1997, 1389 p., 2 tomes (ISBN 2842340175, BNF 36965942)
- Le Patrimoine des communes de la Guadeloupe, 1998, 398 p. (ISBN 2842340310, BNF 37027005)
- Le Patrimoine des communes de la Martinique, 1998, 397 p. (ISBN 2842340329, BNF 37027003)
- Le Patrimoine des communes des Côtes-d'Armor, 1998, 1341 p., 2 tomes (ISBN 2842340302, BNF 37027142)
- Le Patrimoine des communes du Finistère, 1998, 1559 p., 2 tomes (ISBN 2842340396, BNF 37122951)
- Le Patrimoine des communes du Haut-Rhin, 1998, 1405 p., 2 tomes (ISBN 2842340361, BNF 37201918)
- Le Patrimoine des communes de la Loire-Atlantique, 1999, 1383 p., 2 tomes (ISBN 284234040X, BNF 37200392)
- Le Patrimoine des communes de la Meuse, 1999, 1278 p., 2 tomes (ISBN 2842340744, BNF 37193403)
- Le Patrimoine des communes de la Nièvre, 1999, 1095 p., 2 tomes (ISBN 284234054X, BNF 37199447)
- Le Patrimoine des communes de l'Allier, 1999, 1143 p., 2 tomes (ISBN 2842340531, BNF 37201624)
- Le Patrimoine des communes du Bas-Rhin, 1999, 1693 p., 2 tomes (ISBN 2842340558, BNF 37123080)
- Le Patrimoine des communes du Territoire-de-Belfort, 1999, 255 p. (ISBN 284234037X, BNF 37200377)
- Le Patrimoine des communes du Val-d'Oise, 1999, 1054 p., 2 tomes (ISBN 2842340566, BNF 37193398)
- Le Patrimoine des communes de la Haute-Garonne, 2000, 1789 p., 2 tomes (ISBN 2842340817, BNF 37193399)
- Le Patrimoine des communes de la Méridienne verte, 2000, 1741 p., 2 tomes (ISBN 2842341015, BNF 37676402)
- Le Patrimoine des communes de la Réunion, 2000, 509 p. (ISBN 284234085X, BNF 37199441)
- Le Patrimoine des communes de la Sarthe, 2000, 1667 p., 2 tomes (ISBN 2842341066, BNF 37216344)
- Le Patrimoine des communes des Alpes-Maritimes, 2000, 1077 p., 2 tomes (ISBN 284234071X, BNF 37193405)
- Le Patrimoine des communes des Yvelines, 2000, 1155 p., 2 tomes (ISBN 2842340701, BNF 37193409)
- Le Patrimoine des communes d'Ille-et-Vilaine, 2000, 1781 p., 2 tomes (ISBN 2842340728, BNF 37193728)
- Le Patrimoine des communes de la Gironde, 2001, 1631 p., 2 tomes (ISBN 2842341252, BNF 38884904)
- Le Patrimoine des communes de la Seine-et-Marne, 2001, 1507 p., 2 tomes (ISBN 2842341007, BNF 37688378)
- Le Patrimoine des communes de la Vendée, 2001, 1199 p., 2 tomes (ISBN 284234118X, BNF 37689268)
- Le Patrimoine des communes de l'Essonne, 2001, 1053 p., 2 tomes (ISBN 2842341260, BNF 38867637)
- Le Patrimoine des communes de Maine-et-Loire, 2001, 1383 p., 2 tomes (ISBN 2842341171, BNF 37706027)
- Le Patrimoine des communes d'Indre-et-Loire, 2001, 1405 p., 2 tomes (ISBN 2842341155, BNF 37224109)
- Le Patrimoine des communes du Calvados, 2001, 1715 p., 2 tomes (ISBN 2842341112, BNF 37224104)
- Le Patrimoine des communes du Cher, 2001, 1125 p., 2 tomes (ISBN 2842340884, BNF 37215652)
- Le Patrimoine des communes du Doubs, 2001, 1387 p., 2 tomes (ISBN 2842340876, BNF 37215647)
- Le Patrimoine des communes du Nord, 2001, 1791 p., 2 tomes (ISBN 2842341198, BNF 38806512)
- Le Patrimoine des communes de la Charente-Maritime, 2002, 1151 p., 2 tomes (ISBN 2842341295, BNF 38913525)
- Le Patrimoine des communes de la Mayenne, 2002, 953 p., 2 tomes (ISBN 284234135X, BNF 38943977)
- Le Patrimoine des communes de la Vienne, 2002, 1135 p., 2 tomes (ISBN 2842341287, BNF 38867559)

### Le Patrimoine des Institutions françaises
- Le Patrimoine du Parlement, 3 tomes, 1996
- Le Patrimoine de la RATP, 1996, 400 p.
- Le Patrimoine de la poste, 1996, 479 p.
- Le Patrimoine de l'éducation nationale, 1998, 989 p.
- Le Patrimoine du timbre poste français, 1999, 927 p.
- Le Patrimoine de la SNCF et des chemins de fer français, 2 tomes, 1999, 1000 p.
- Le Patrimoine de la banque de France, 2002, 712 p.
- Le Patrimoine des télécommunications françaises, 2002, 568 p.

### Le Patrimoine mondial
- Le Patrimoine de la basilique de Vézelay, 1998, 320 p.

### CollectionMusées Secrets
- Patrick Grainville (textes), Egon Schiele (reproductions de tableaux), L'Ardent Désir (sur les nus et les œuvres érotiques d'Egon Schiele), 1992, rééd. 1996, 89 p.
- Pascal Quignard (textes), Georges de La Tour (reproductions de tableaux), La Nuit et le Silence, 1997, 94 p.

- Tahar Ben Jelloun (textes), Alberto Giacometti (reproductions d'œuvres), La Rue pour un seul, 2003, 90 p.

- Philippe Djian (textes), Bram van Velde (reproductions de tableaux), Il dit que c'est difficile, rééd. Argol, 2011, 66 p.

- Sylvie Germain (textes), Johannes Vermeer (reproductions de tableaux), Patience et songe de lumière, 2001, 89 p.

### Autres publications
- Odilon Bos, Richard Hocquellet, Thierry Rentet, Histoire de France, 489 p.
- Primus - Le premier manuel pour reconnaître le patrimoine, 382 p.